# 5-й округ департамента Эна
5-й избирательный округ департамента Эза включает четыре кантона округа Суассон: Брен, Вайи-сюр-Эн, Виллер-Котре и Ульши-ле-Шато и пять кантонов округа Шато-Тьерри: Конде-ан-Бри, Нёйи-Сен-Фрон, Фер-ан-Тарденуа, Шарли-сюр-Марн и Шато-Тьерри. Общая численность населения по данным Национального института статистики за 2011 г. — 115 719 чел. Общая численность избирателей, включенных в списки для голосования в 2012 г. — 81 007 чел.
Действующим депутатом Национального собрания по 5-му округу является Жак Крабаль (Радикальная левая партия).
|  | Начало срока      | Конец срока       | Депутат                    | Партия                    |
|  | ----------------- | ----------------- | -------------------------- | ------------------------- |
|  | 18 июня 2012 г.   | н/вр              | Жак Крабаль                | Радикальная левая партия  |
|  | 20 июня 2007 г.   | 17 июня 2012 г.   | Изабель Вассёр             | Союз за народное движение |
|  | 19 июня 2002 г.   | 19 июня 2007 г.   | Рено Дютрей / Даниель Гар  | Союз за народное движение |
|  | 01 июня 1997 г.   | 18 июня 2002 г.   | Рено Дютрей                | Республиканская партия    |
|  | 02 апреля 1993 г. | 21 апреля 1997 г. | Анддре Росси / Рено Дютрей | Радикальная партия        |
|  | 23 июня 1988 г.   | 01 апреля 1993 г. | Андре Росси                | Радикальная партия        |

## Результаты выборов
Выборы депутатов Национального собрания 2012 г.:
|                | Кандидат       | Партия                    | Первый тур | Первый тур     | Второй тур | Второй тур |
| Кол-во голосов | Кандидат       | Партия                    | % голосов  | Кол-во голосов | % голосов  |            |
| -------------- | -------------- | ------------------------- | ---------- | -------------- | ---------- | ---------- |
|                | Жак Крабаль    | Радикальная левая партия  | 14 141     | 29,79          | 20 427     | 42,21      |
|                | Изабель Вассёр | Союз за народное движение | 14 820     | 31,22          | 17 761     | 36,70      |
|                | Франк Бриффо   | Национальный фронт        | 10 793     | 22,74          | 10 205     | 21,09      |
|                | Доминик Журден | Партия зеленых            | 4 647      | 9,79           |            |            |
|                | Мирей Оскаш    | Левый фронт               | 2 115      | 4,46           |            |            |
|                | Сильви Жере    | Крайне левые              | 489        | 1,03           |            |            |
| Прочие         | Прочие         | Прочие                    |            | менее 1 %      |            |            |

Выборы депутатов Национального собрания 2007 г.:
|                | Кандидат          | Партия                            | Первый тур | Первый тур     | Второй тур | Второй тур |
| Кол-во голосов | Кандидат          | Партия                            | % голосов  | Кол-во голосов | % голосов  |            |
| -------------- | ----------------- | --------------------------------- | ---------- | -------------- | ---------- | ---------- |
|                | Изабель Вассёр    | Союз за народное движение         | 18 088     | 37,84          | 25 167     | 53,96      |
|                | Доминик Журден    | Социалистическая партия           | 9 920      | 20,75          | 21 471     | 46,04      |
|                | Жак Крабаль       | Радикальная левая партия          | 8 446      | 17,67          |            |            |
|                | Франк Бриффо      | Национальный фронт                | 4 023      | 8,42           |            |            |
|                | Рено Белльер      | Союз за французскую демократию    | 2 156      | 4,51           |            |            |
|                | Жак-Люк Алью      | Коммунистическая партия           | 1 047      | 2,19           |            |            |
|                | Брижитт Фурке     | Крайне левые                      | 949        | 1,99           |            |            |
|                | Мари-Тереза Шамбо | Партия зеленых                    | 811        | 1,70           |            |            |
|                | Сильви Жере       | Крайне левые                      | 780        | 1,63           |            |            |
|                | Оливье Папри      | Движение за Францию               | 625        | 1,31           |            |            |
|                | Анник Дерикер     | Охота, рыбалка, природа, традиции | 502        | 1,05           |            |            |
| Прочие         | Прочие            | Прочие                            |            | менее 1 %      |            |            |